# William Saroyan

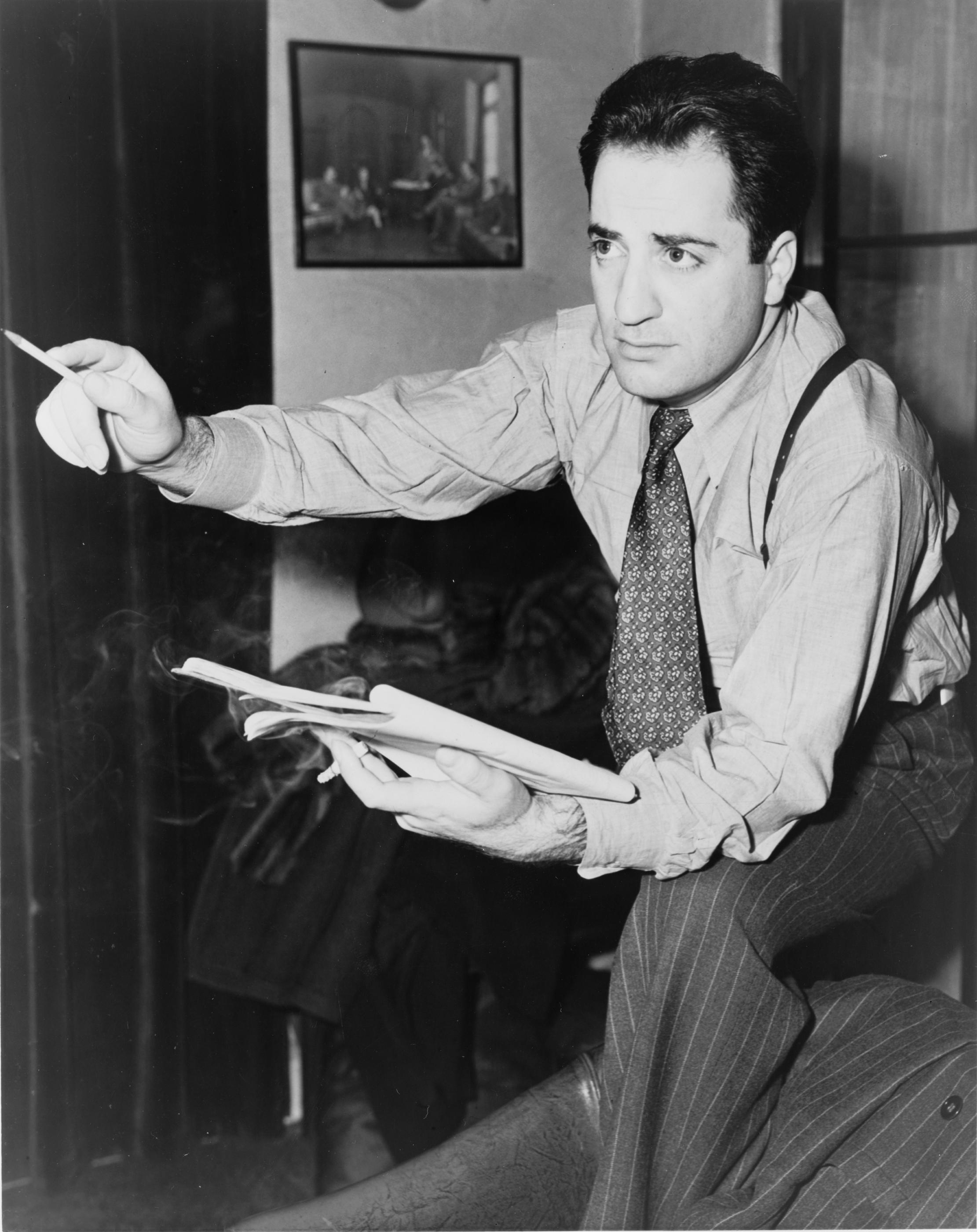
William Saroyan, 1940

William Saroyan (Fresno, Californië, 31 augustus 1908 – aldaar, 18 mei 1981) was een Armeens-Amerikaans schrijver van romans, verhalen, toneelstukken en scenario’s.

## Leven en werk
Saroyan werd geboren als zoon van Armeense emigranten uit het Turkse Bitlis. Op driejarige leeftijd, na zijn vaders dood, werd hij in een weeshuis geplaatst, samen met zijn broer en zus. Vijf jaar later werd hij met zijn moeder herenigd in Fresno, waar hij verder opgroeide.
Saroyan besloot al op vroege leeftijd schrijver te worden, nadat zijn moeder hem een aantal artikelen van zijn vader had laten lezen. Zijn eerste verhalenbundel, The Daring Young Man on the Flying Trapeze, verscheen in 1934 en geeft op droog-humoristische wijze indrukken van mensen en gebeurtenissen weer, veelal gebaseerd op ervaringen uit zijn jeugd tussen de Armeens-Amerikaanse fruittelers. De ontworteling van de emigrant is een voortdurend terugkerend thema, ook in latere bundels zoals in het autobiografische My name is Aram (1940).
Saroyan was ook succesvol als toneelschrijver. Voor My Heart's in the Highlands (1939) ontving hij de "New York Drama Critics Award" en voor The Time of Your Life (1939) kreeg hij de Pulitzerprijs, welke hij echter weigerde als zijnde “een neerbuigende beloning van de burgerlijke maatschappij”. Het thema van The Time of Your Life is karakteristiek voor het werk van Saroyan: in een bar in San Francisco vertellen de personages hun zorgen aan elkaar, maar ze slagen erin de eentonigheid van hun bestaan even te doorbreken door zich tijdelijk over te leveren aan hun wensdromen en illusies.
Saroyan gold in de jaren dertig als een van de meest succesvolle Amerikaanse schrijvers en dat was voor filmmaatschappij MGM reden om hem in te huren als scenarioschrijver. Succes had hij met het script voor The Human Comedy (1942), een uitbundig en optimistisch verhaal over een telegrambesteller tijdens de Tweede Wereldoorlog, met opnieuw autobiografische elementen. Hij ontving voor hiervoor een Oscar ('best story'). Later bewerkte hij het script tot zijn bekendste roman, onder dezelfde titel, in het Nederlands vertaald als De menselijke comedie. 
Saroyan beschrijft in zijn werk vooral eenvoudige mensen, meer in het bijzonder de maatschappelijk zwakkeren en buitenstaanders. Zijn schilderingen van deze levens zijn niet altijd vrij van sentimentaliteit, maar wat uiteindelijk altijd overheerst is het belang van warme menselijkheid en een diep geloof in de menselijke waarde. Uiteindelijk wordt zijn werk gekenmerkt door optimisme.
Saroyan kende in de jaren dertig een jarenlang onbeantwoorde liefde voor schrijfster Sanora Babb, met wie hij correspondeerde. In 1943 trouwde hij met actrice Carol Grace en had met haar twee kinderen. Overmatig drinken en gokken legden echter een zware wissel op hun huwelijk en in 1949 werd een scheiding uitgesproken. In 1951 hertrouwden ze om een jaar later opnieuw uit elkaar te gaan. Saroyan overleed in 1981, op 72-jarige leeftijd

### Romans
- The Daring Young Man on the Flying Trapeze (1935)
- Inhale and Exhale (1936)
- Three Times Three (1936)
- Little Children (1937)
- The Trouble With Tigers (1938)
- Love Here Is My Hat (1938)
- The Summer of the Beautiful White Horse (1938)
- My Name Is Aram (1940)
- The Human Comedy (1943)
- The Adventures of Wesley Jackson (1946)
- Rock Wagram (1951)
- Tracy's Tiger (1952)
- The Bicycle Rider in Beverly Hills (1952)
- The Laughing Matter (1953)
- Love (1955)
- Mama I Love You (1956)
- Papa You're Crazy (1957)
- Here Comes, There Goes, You Know Who (1962)
- Gaston (1962)
- One Day in the Afternoon of the World (1964)
- The Man With The Heart in the Highlands and other stories (1968)
- Days of Life and Death and Escape to the Moon (1970)
- Places Where I've Done Time 1972
- Chance Meetings (1978)
- Obituaries (1979)
- Births (1983)
- My name is Saroyan (1983)
- Madness in the Family (1988)
- Boys and Girls Together (1995)

### Theater
- The Time of Your Life (1939)
- My Heart's in the Highlands (1939)
- Elmer and Lily (1939)
- Three plays (1940):
  - My heart’s in the Highlands
  - The time of your life
  - Love’s old sweet song
- The Agony of Little Nations (1940)
- Hello Out There (1941)
- Across the Board on Tomorrow Morning (1941)
- The Beautiful People (1941)
- Bad Men in the West (1942)
- Talking to You (1942)
- Coming Through the Rye (1942)
- Don't Go Away Mad (1947)
- Jim Dandy (1947)
- The Slaughter of the Innocents (1952)
- The Oyster And The Pearl (1953)
- The Stolen Secret (1954)
- The Cave Dwellers (1958)
- Sam, The Highest Jumper Of Them All, or the London Comedy (1960)
- Hanging around the Wabash (1961)
- The Dogs, or the Paris Comedy (1969)
- Armenian (1971)
- Assassinations (1974)
- Tales from the Vienna Streets (1980)
- An Armenian Trilogy (1986)
- The Parsley Garden (1992)

### Verhalen
- "1,2,3,4,5,6,7,8"
- "An Ornery Kind of Kid"
- "The Filipino and the Drunkard"
- "Gaston" (zj)
- "The Hummingbird That Lived Through Winter"
- "The Mourner"
- "The Parsley Garden"
- "Resurrection of a Life" (1935)
- "Seventy Thousand Assyrians" (1934)
- "The Shepherd's Daughter"
- "The summer of the beautiful white horse"
- "Sweetheart Sweetheart Sweetheart"
- "Third day after Christmas" (1926)
- "Five Ripe Pears" (1935)
- "Pomegranate Trees" (year unknown)